# Mar Hall Hotel

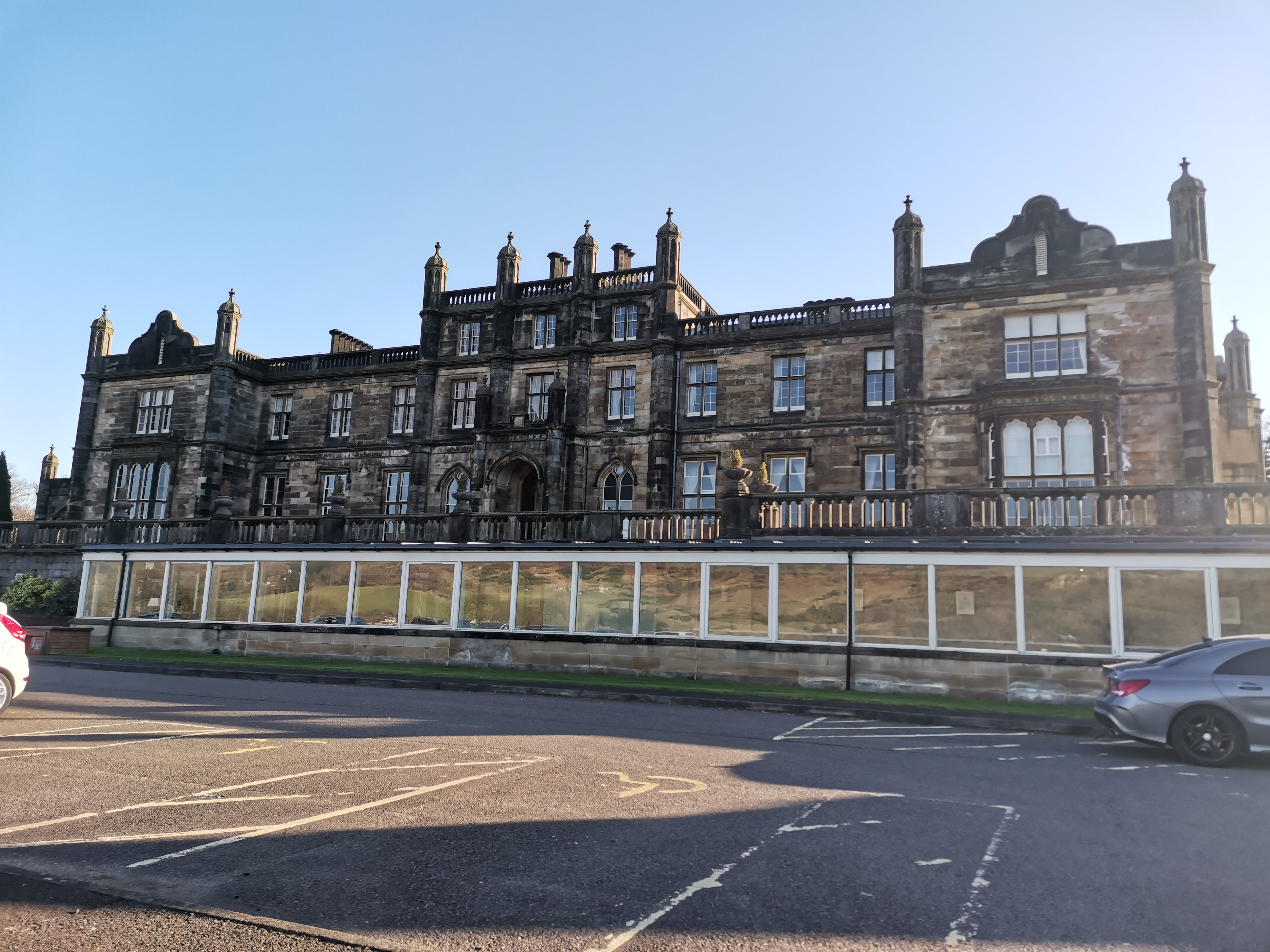
Mar Hall Hotel

Das Mar Hall Hotel, ehemals Erskine House oder Princess Louise Scottish Hospital for Limbless Sailors and Soldiers, ist ein Hotel und ehemaliges Herrenhaus und Krankenhaus nahe der schottischen Ortschaft Erskine in der Council Area Renfrewshire. 1971 wurde das Bauwerk in die schottischen Denkmallisten zunächst in der Kategorie B aufgenommen. Die Hochstufung in die höchste Denkmalkategorie A erfolgte 1988.

## Geschichte
Am nahegelegenen Ufer des Clyde befindet sich der Vorgängerbau dieses Herrenhauses, das einst den Sitz der Lords Blantyre bildete. Im Jahre 1778 wurde es noch einmal erweitert. Robert Stuart, 11. Lord Blantyre gab im Jahre 1826 den Bau eines neuen Sitzes in Auftrag. Hierzu engagierte er den englischen Architekten Robert Smirke, nach dessen Entwurf 1828 mit dem Bau begonnen wurde. Stuart verstarb im Jahre 1830 noch vor Fertigstellung von Erskine House. Die Arbeiten wurden erst 1845 abgeschlossen. Die Gesamtkosten beliefen sich auf rund 50.000 £. Es existieren unterschiedliche Angaben über den Zeitpunkt des Abrisses des Vorgängerbaus. Spätestens 1856 waren keine Spuren mehr vorhanden.
Nach dem Aussterben der Linie der Lords Blantyre im Jahre 1900 stand Erskine House einige Zeit leer. 1916 wurde dort das Princess Louise Scottish Hospital for Limbless Sailors and Soldiers eingerichtet, ein Pflegeheim für amputierte Seeleute und Soldaten. Nach dem Bau der neuen Klinik Jahrzehnte später stand das Gebäude abermals leer und wurde 2002 für rund 15 Mio £ restauriert. 2004 eröffnete das Mar Hall Hotel, das bis heute die Räumlichkeiten nutzt.

## Beschreibung
Das Mar Hall Hotel liegt mitsamt mehrerer Außengebäude isoliert auf einem weitläufigen Grundstück unweit des Clyde-Ufers. Das zweistöckige Gebäude ist im Tudorstil gestaltet. Die nordexponierte Frontseite ist symmetrisch aufgebaut. Sechs oktogonale Türmchen ragen entlang der Fassade auf. Der Eingang befindet sich an der Ostseite und ist mit einer wuchtig hervortretenden Porte-cochère mit Spitzbögen gestaltet. Im Südwesten schließt sich ein zweistöckiger Wirtschaftsflügel an, sodass sich ein L-förmiger Hof ergibt. Im Inneren werden insbesondere die hohe Eingangshalle mit dem abgehenden Gang mit Kreuzrippengewölbe und die aufwändig, teilweise mit Gewölbedecken gestalteten Räume hervorgehoben. Das Gebäude schließt mit verdeckten, schiefergedeckten Dächern mit flachem Neigungswinkel ab.